# Eva Van der Gucht

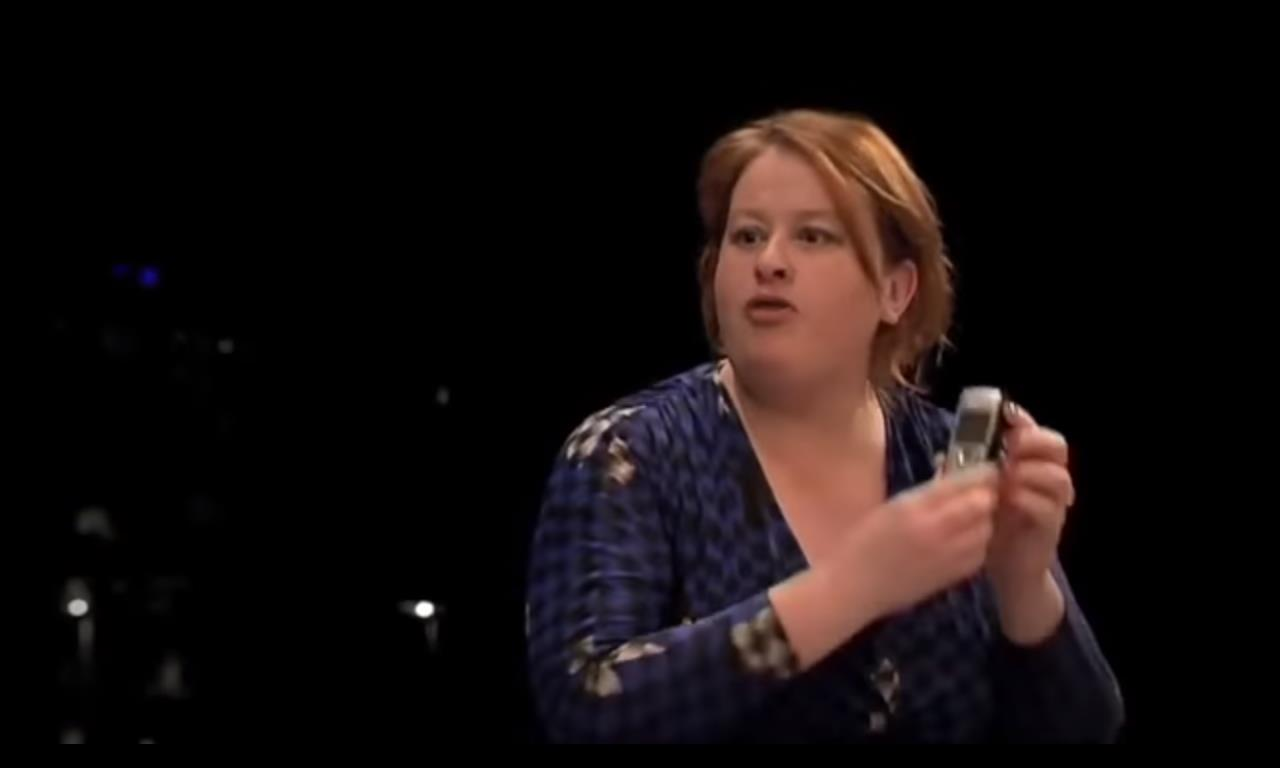
Eva Van der Gucht (2012)

Eva Van der Gucht (* 1. September 1977 in Mortsel, Belgien) ist eine flämische Schauspielerin.

## Leben
Van der Gucht spielte die Hauptrolle in dem belgischen Film Jeder ist ein Star!, der im Jahre 2001 für den Oscar als Bester fremdsprachiger Film nominiert wurde. Weitere Rollen spielte sie in dem niederländischen Film AmnesiA und Snowfever (Coast in de Sneeuw). Im niederländischen Fernsehen war sie im Satireprogramm Kopspijkers zu sehen, in der sie Hanna Tokkie imitierte.
2005 spielte Van der Gucht die Tochter des niederländischen Komikers Paul de Leeuw in der Fernsehreihe SMSmee’s Poessie und gehörte 2006 zum Team des Programms Kannibalen des niederländischen öffentlichen Rundfunksenders BNN. Im Folgejahr wirkte sie an der siebten Staffel des AVRO-Programms Wie is de Mol? mit.

## Filmografie (Auswahl)
- 2000: Jeder ist ein Star! (Iedereen beroemd!)
- 2001: AmnesiA
- 2002: Vlees
- 2002: De vloer op, TV-Serie
- 2002: Ware liefde, TV-Serie
- 2004: Snowfever (Costa in de Sneeuw)
- 2005: Übergeschnappt (Knetter)
- 2007: HannaHannaH, TV
- 2008: Dag in dag uit, TV
- 2010: Trommelbauch (Dik Trom)
- 2011: Noordzee, Texas
- 2012: Cool Kids Don’t Cry
- 2020: Die Familie Claus (De Familie Claus)
- 2021: Annette

## Auszeichnungen
Eva Van der Gucht wurde im Jahr 2001 als Neues Talent auf dem Festróia – Festival Internacional de Cinema de Tróia mit dem „Preis der Stadt Seixal“ ausgezeichnet. Für ihre Rolle in Jeder ist ein Star! war sie 2000 außerdem als Beste belgische Schauspielerin für den belgischen Joseph-Plateau-Filmpreis nominiert.